# Американо-коморские отношения
Американо-коморские отношения — двусторонние дипломатические отношения между США и Коморами. Государства являются членами Организации Объединённых Наций, Международного валютного фонда (МВФ) и Всемирного банка (ВБ). Коморские Острова являются наблюдателем во Всемирной торговой организации (ВТО), членом которой являются США. В 1977 году Соединенные Штаты признали правительство Коморских Островов, после обретения ими независимости от Франции в 1975 году.

## Торговые отношения
В 2017 году 19 % экспорта Коморских Островов приходилось на Соединённые Штаты Америки, при этом всего 1 % их импорта пришлось на это государство. Соединённые Штаты подписали торговое соглашение с Общим рынком Восточной и Южной Африки (КОМЕСА), членом которого являются Коморские Острова. Коморские Острова имеют право на преференциальные торговые льготы с Соединёнными Штатами в соответствии с Законом о росте и возможностях Африки.

## Дипломатические отношения
Соединённых Штаты Америки не имеют посольства на Коморских Островах, но посол этой страны на Мадагаскаре также аккредитован для работы в качестве представителя США на Коморских Островах. Коморские Острова не имеют посольства в Вашингтоне, но их постоянный представитель при Организации Объединённых Наций в Нью-Йорке также представляет интересы государства и в Соединённых Штатах Америки.